# Långtjärnen (Frostvikens socken, Jämtland, 717088-141579)
Långtjärnen är en sjö i Strömsunds kommun i Jämtland och ingår i Ångermanälvens huvudavrinningsområde. Sjön har en area på 0,127 kvadratkilometer och ligger 452,5 meter över havet.

## Delavrinningsområde
Långtjärnen ingår i det delavrinningsområde (717225-141499) som SMHI kallar för Rinner till Stor-Jorm. Medelhöjden är 477 meter över havet och ytan är 20,52 kvadratkilometer. Det finns inga avrinningsområden uppströms utan avrinningsområdet är högsta punkten. Faxälven som avvattnar avrinningsområdet har biflödesordning 2, vilket innebär att vattnet flödar genom totalt 2 vattendrag innan det når havet efter 325 kilometer. Avrinningsområdet består mestadels av skog (88 procent). Avrinningsområdet har 0,2 kvadratkilometer vattenytor vilket ger det en sjöprocent på 1 procent.